# West Salem (Wisconsin)
West Salem es una villa ubicada en el condado de La Crosse en el estado estadounidense de Wisconsin. En el Censo de 2010 tenía una población de 4.799 habitantes y una densidad poblacional de 538,63 personas por km².

## Geografía
West Salem se encuentra ubicada en las coordenadas 43°53′55″N 91°5′15″O / 43.89861, -91.08750. Según la Oficina del Censo de los Estados Unidos, West Salem tiene una superficie total de 8.91 km², de la cual 8.85 km² corresponden a tierra firme y (0.64%) 0.06 km² es agua.

## Demografía
Según el censo de 2010, había 4.799 personas residiendo en West Salem. La densidad de población era de 538,63 hab./km². De los 4.799 habitantes, West Salem estaba compuesto por el 96.69% blancos, el 0.44% eran afroamericanos, el 0.58% eran amerindios, el 0.73% eran asiáticos, el 0.02% eran isleños del Pacífico, el 0.27% eran de otras razas y el 1.27% pertenecían a dos o más razas. Del total de la población el 1.23% eran hispanos o latinos de cualquier raza.